# Grytnäs, Kalix kommun
Grytnäs är ett bostadsområde i Kalix. I området bor 443 personer över 16 år (2021). Området sträcker sig från korsningen där vägen till Pålänge går bort mot Vallen.

## Om området
På Grytnäs finns bland annat Filipsborgs herrgård, Kalix Golfklubb och Ice and Light Village. Ice and Light Village är en satsning med stugor byggda som igloos som går att hyra och bo i.
Grytnäs kan delas in i 3 olika områden, Grytnäs, Johannesberg och Landet. 

### Johannesberg
I området finns SiS ungdomshem Johannisberg. Institutionen har funnits där sedan 1910.
Johannesbergs herrgård fanns tidigare där.

## Kommunikationer
Kalix Lokaltrafik trafikerar bostadsområdet under helgfria vardagar och helgfria lördagar. Länstrafiken Norrbotten kör också vissa turer. 

## Skola
Grytnäs förskola fanns på området fram till slutet av 2010-talet. 2016 kom ett beslut av utbildningsnämnden i Kalix om att Grytnäs förskola skulle läggas ned, och att en satsning skulle göras på en större förskola i Innanbäcken, vilket också skedde. Skolbyggnaden är numera i privat ägo.

## Historik
Ett gästgiveri har funnits i Grytnäs, beläget i den gamla byggnaden Grytnäs herrgård som idag är en privatbostad sedan 2010-talet.
Grytnäs hälsocentral fanns också här fram till 2018, då verksamheten upphörde och personalen flyttades till Kalix hälsocentral. Detta skedde för att på ett bättre sätt kunna tillgodose patienternas behov. Under våren 2021 beslutades att hemtjänsten skulle flytta sin verksamhet från Torggårdens boende i centrala Kalix till den tidigare vårdcentralens lokaler.